# Tretton år
Tretton År er en sang af Errol Norstedt. Sangen kan findes på singlen med samme navn og albummet Errol fra 1975. Selvom Errol Norstedt er sangskriveren, kom den første version af sangen med dansebandet Tommy Elfs i 1974.

## Tekst
Teksten handler om, at hovedpersonen tænker tilbage på sin barndom og hvordan livet var så meget lettere da.

## Dansk cover
Der er en dansk version af sangen, oversat af Keld Heick. Sangen får derefter navnet "13 År" og er inkluderet på singlen "Lady Lay" fra 1975 med bandet Keld & Donkeys. Errol er stavet på disken med A, så den bliver "Arrol".